# Три шага в бреду
«Три шага в бреду» (итал. Tre Passi Nel Delirio) — франко-итальянский кинофильм 1968 года, экранизация трёх новелл Эдгара Аллана По тремя кинорежиссёрами.

## Эпизоды
- «Метценгерштейн»
  - режиссёр Роже Вадим
  - авторы сценария Роже Вадим, Паскаль Кузен
  - оператор Клод Ренуар
  - композитор Жан Продромидес
- «Уильям Уилсон»
  - режиссёр Луи Маль
  - авторы сценария Луи Маль, Клемент Биддл Вуд
  - оператор Тонино Делли Колли
  - композитор Диего Массон
- «Тоби Даммит»
  - режиссёр Федерико Феллини
  - авторы сценария Федерико Феллини, Бернардино Дзаппони
  - оператор Джузеппе Ротунно
  - композитор Нино Рота

## Сюжет

### Метценгерштейн
По мотивам одноимённого рассказа.
Фредерика Метценгерштейн (Джейн Фонда), молодая распутная графиня влюбляется в своего кузена — загадочного юношу из рода Берлифитцингов, с которым Метценгерштейны много лет состоят во вражде. Юноша, напротив, добропорядочен и замкнут, он отказывается от приглашения графини посетить её замок. Не привыкшая терпеть отказы графиня устраивает поджог в конюшне Берлифитцинга. Спасая от пожара лошадей, к которым он привязан всей душой, кузен погибает. В это утро к родовому поместью графини прибегает чёрный жеребец, который с этого момента становится для неё самым близким существом. Все дни она проводит, скача на нём по окрестностям, её тянет к тем местам, где она встречала раньше своего возлюбленного. Не желавшая его смерти и снедаемая теперь тоской, Фредерика в конце концов погибает, кинувшись верхом на коне в пекло горящих полей и рощ своих владений.

### Вильям Вильсон
По мотивам одноимённого рассказа.
С детских лет Вильям Вильсон (Ален Делон) отличался жестокостью и безнаказанно издевался над своими сверстниками, не смевшими ему противостоять, до тех пор, пока судьба не свела его с его двойником, к тому же тёзкой и однофамильцем, который впервые обличил его в содеянном злодеянии (брошенной в лицо чернильнице) и перед всем классом произнес: «Это он, Вильям Вильсон!», указав рукой на виновника. По отношению к двойнику мальчик поначалу испытывал чувства смутного интереса и притяжения, но также и понятное желание устранить мешающего ему противника, которое впоследствии и возобладало. С ростом Вильяма росли масштабы и изощрённость творимых им злодейств. Но двойник появлялся всякий раз в последний момент, изобличал преступника, не давал ему довести задуманное до конца. Когда Вильсон обыграл в карты красивую, но надменную женщину (Брижит Бардо), опрометчиво последней ставкой отдавшую в его распоряжение саму себя, он прилюдно высек её и, по-видимому, это было только началом, но появившийся в маске двойник-совесть представил собравшимся доказательства того, что победитель — всего лишь шулер. После этого состоялась схватка двух героев, и Вильям нанёс кинжалом двойнику рану, от которой тот погиб, пророчествуя скорую кончину и самого Вильяма. Все эти события своей жизни Уилсон изложил священнику, когда в ужасе после убийства прибежал в храм и пытался найти спасение, исповедавшись. Однако святой отец не поверил в реальность услышанного. Вильям Вильсон погибает, сбросившись с церковной колокольни.

### Тоби Даммит
По мотивам рассказа По «Никогда не закладывай дьяволу своей головы».
Британский актёр-трагик Тоби Даммит (Теренс Стэмп) приезжает в Италию на съёмки католического вестерна.

## В ролях
- «Метценгерштейн»
  - Джейн Фонда — графиня Фредерика де Метценгерштейн
  - Джеймс Робертсон Джастис — советник графини
  - Франсуаза Прево — подруга графини
  - Питер Фонда — барон Вильгельм Берлифитцинг
  - Серж Маркан — Уго
  - Марлен Александр

- «Уильям Уилсон»
  - Ален Делон — Уильям Уилсон
  - Брижит Бардо — Джузеппина
  - Умберто Д'Орси — Ханс
  - Ренцо Палмер — священник
  - Даниэль Варгас — профессор

- «Тоби Даммит»
  - Теренс Стэмп — Тоби Даммит
  - Сальво Рандоне — священник
  - Марина Яру — дитя / дьявол
  - Милена Вукотич — телерепортёр
  - Ларс Блох — мужчина в дорогой одежде, пассажир в аэропорту